# Плавание на Европейских играх 2015
Соревнования по плаванию на Европейских играх 2015 проходили с 23 по 27 июня в столице Азербайджана, городе Баку, во Дворце водных видов спорта. Были разыграны 42 комплекта наград. На соревнованиях приняли участие 526 спортсменов (263 мужчины и столько же женщин).

## Календарь
| ЦО | Церемония открытия | 1 | Финалы соревнований | ЦЗ | Церемония закрытия |

| Июнь     | Июнь     | 12 Пт | 13 Сб | 14 Вс | 15 Пн | 16 Вт | 17 Ср | 18 Чт | 19 Пт | 20 Сб | 21 Вс | 22 Пн | 23 Вт | 24 Ср | 25 Чт | 26 Пт | 27 Сб | 28 Вс | Медали |
| -------- | -------- | ----- | ----- | ----- | ----- | ----- | ----- | ----- | ----- | ----- | ----- | ----- | ----- | ----- | ----- | ----- | ----- | ----- | ------ |
| Плавание | Плавание | ЦО    |       |       |       |       |       |       |       |       |       |       | 7     | 8     | 9     | 7     | 11    | ЦЗ    | 42     |

## Результаты

### Мужчины
| Дисциплина                       | Золото | Серебро | Бронза |  |  |  |
| 50 м вольный стиль               | Зив Калонтаров — 22.16 Израиль | Джованни Иззо — 22.51 Италия                                                                                                  | Алексей Брянский — 22.69 Россия |  |  |  |
| 100 м вольный стиль              | Данкан Скотт — 49.43 Великобритания                                                                                                   | Алессандро Миресси — 50.03 Италия                                                                                             | Владислав Козлов — 50.11 Россия |  |  |  |
| 200 м вольный стиль              | Данкан Скотт — 1:48.55 Великобритания                                                                                                 | Кэмерон Кёрл — 1:48.92 Великобритания                                                                                         | Елисей Степанов — 1:49.64 Россия |  |  |  |
| 400 м вольный стиль              | Пауль Хентшель — 3:52.43 Германия | Димитриос Димитриу — 3:52.57 Греция                                                                                           | Эрнест Максумов — 3:52.65 Россия |  |  |  |
| 800 м вольный стиль              | Николя Д’Ориано — 7:59.87 Франция | Маркус Родригес Меса — 8:01.73 Испания                                                                                        | Хеннинг Мюльляйтнер — 8:04.33 Германия                                                                                                |  |  |  |
| 1500 м вольный стиль             | Николя Д’Ориано — 15:13.31 Франция | Эрнест Максумов — 15:13.90 Россия                                                                                             | Марк Хинави — 15:25.63 Израиль |  |  |  |
|                                  | | | |  |  |  |
| 50 м на спине                    | Филипп Шопин — 25.40 Россия | Марек Ульрих — 25.44 Германия                                                                                                 | Андрей Хлопцов — 25.71 Украина |  |  |  |
| 100 м на спине                   | Люк Гринбэнк — 54.76 Великобритания                                                                                                   | Филипп Шопин — 54.81 Россия                                                                                                   | Марек Ульрих — 55.35 Германия |  |  |  |
| 200 м на спине                   | Люк Гринбэнк — 1:56.89 Великобритания                                                                                                 | Никита Цмыг — 1:59.46 Беларусь                                                                                                | Роман Ларин — 1:59.60 Россия |  |  |  |
|                                  | | | |  |  |  |
| 50 м брассом                     | Андрюс Шидлаускас — 27.81 Литва | Никола Обравац — 27.89 Хорватия                                                                                               | Тобиас Бьерг — 28.04 Дания |  |  |  |
| 100 м брассом                    | Антон Чупков — 1:00.65 Россия | Андрюс Шидлаускас — 1:01.42 Литва                                                                                             | Чарли Аттвуд — 1:01.71 Великобритания                                                                                                 |  |  |  |
| 200 м брассом                    | Антон Чупков — 2:10.85 Россия | Кирилл Мордашев — 2:12.94 Россия                                                                                              | Люк Дэвис — 2:13.45 Великобритания |  |  |  |
|                                  | | | |  |  |  |
| 50 м баттерфляем                 | Андрей Хлопцов — 23.92 Украина | Павел Сендык — 23.97 Польша                                                                                                   | Даниил Пахомов — 24.02 Россия |  |  |  |
| 100 м баттерфляем                | Даниил Пахомов — 52.72 Россия | Альберто Лосано Матеос — 52.78 Испания                                                                                        | Даниил Антипов — 53.36 Россия |  |  |  |
| 200 м баттерфляем                | Даниил Пахомов — 1:57.04 Россия | Джакомо Карини — 1:57.46 Италия                                                                                               | Маттиас Марсо — 1:58.96 Франция |  |  |  |
|                                  | | | |  |  |  |
| 200 м, комплексное плавание      | Себастьян Штеффан — 2:01.39 Австрия                                                                                                   | Джарвис Паркинсон — 2:01.94 Великобритания                                                                                    | Мартин Уолтон — 2:02.24 Великобритания                                                                                                |  |  |  |
| 400 м, комплексное плавание      | Николай Соколов — 4:19.44 Россия | Игорь Балыбердин — 4:20.80 Россия                                                                                             | Карол Збутович — 4:22.22 Польша |  |  |  |
|                                  | | | |  |  |  |
| Эстафета 4×100 м вольным стилем  | Великобритания · Данкан Скотт (49.46) · Мартин Уолтон (49.43) · Даниэл Спирс (50.68) · Кэмерон Кёрл (49.81) — 3:19.38                 | Италия · Алессандро Миресси (50.09) · Джованни Иццо (50.34) · Ивано Вендраме (50.21) · Алессандро Бори (49.55) — 3:20.19      | Россия · Владислав Козлов (50.44) · Алексей Брянский (50.09) · Елисей Степанов (49.76) · Игорь Шадрин (49.93) — 3:20.22               |  |  |  |
| Эстафета 4×200 м вольным стилем  | Россия · Александр Прокофьев (1:50.29) · Николай Снегирев (1:48.89) · Эрнест Максумов (1:48.96) · Елисей Степанов (1:47.94) — 7:16.08 | Великобритания · Данкан Скотт (1:49.89) · Мартин Уолтон (1:50.42) · Кайл Чизхолм (1:50.02) · Кэмерон Кёрл (1:49.03) — 7:19.36 | Германия · Пауль Хентшель (1:49.78) · Хеннинг Мюльляйтнер (1:50.77) · Константин Вальтер (1:50.39) · Мориц Брандт (1:49.83) — 7:20.77 |  |  |  |
| Комбинированная эстафета 4×100 м | Россия · Филипп Шопин (55.47) · Антон Чупков (1:00.27) · Даниил Пахомов (51.55) · Владислав Козлов (49.09) — 3:36.38 WJR              | Великобритания · Люк Гринбэнк (54.64) · Чарли Эттвуд (1:01.36) · Данкан Скотт (52.79) · Мартин Уолтон (50.22) — 3:39.01       | Польша · Якуб Даниэль Скрейка (55.85) · Ячек Януш Арентевич (1:01.22) · Михал Чудый (52.86) · Павел Сендик (49.38) — 3:39.31          |  |  |  |

### Женщины
| Дисциплина                       | Золото | Серебро | Бронза |  |  |  |
| 50 м вольным стилем              | Мария Каменева — 25.23 Россия | Маррит Стенберген — 25.27 Нидерланды | Юли Кепп Йенсен — 25.41 Дания |  |  |  |
| 100 м вольным стилем             | Маррит Стенберген — 53.97 Нидерланды | Арина Опёнышева — 54.45 Россия | Мария Каменева — 55.19 Россия |  |  |  |
| 200 м вольным стилем             | Арина Опёнышева — 1:58.22 Россия | Маррит Стенберген — 1:58.99 Нидерланды                                                                                                  | Леони Кульманн — 1:59.77 Германия                                                                                                   |  |  |  |
| 400 м вольным стилем             | Арина Опёнышева — 4:08.91 Россия | Леони Кульманн — 4:12.16 Германия | Анастасия Кирпичникова — 4:13.13 Россия                                                                                             |  |  |  |
| 800 м вольным стилем             | Холли Хибботт — 8:39.02 Великобритания | Анастасия Кирпичникова — 8:39.73 Россия                                                                                                 | Марина Кастро Аталья — 8:45.51 Испания                                                                                              |  |  |  |
| 1500 м вольным стилем            | Свева Скьяццано — 16:40.17 Италия | Янка Юхас — 16:40.39 Венгрия | Марина Кастро Аталья — 16:46.16 Испания                                                                                             |  |  |  |
|                                  | | | |  |  |  |
| 50 м на спине                    | Каролин Пильхач — 28.60 Австрия | Полин Маё — 28.70 Франция | Мария Каменева — 28.77 Россия |  |  |  |
| 100 м на спине                   | Полина Егорова — 1:01.19 Россия | Мария Каменева — 1:01.23 Россия | Полин Маё — 1:01.34 Франция |  |  |  |
| 200 м на спине                   | Полина Егорова — 2:11.23 Россия | Максим Волтерс — 2:11.38 Германия | Марина Колесникова — 2:11.91 Украина                                                                                                |  |  |  |
|                                  | | | |  |  |  |
| 50 м брассом                     | Мария Асташкина — 31.58 Россия | Лаура Кельш — 31.87 Германия | Нольвенн Эрве — 32.08 Франция |  |  |  |
| 100 м брассом                    | Мария Асташкина — 1:07.71 Россия | Джулия Верона — 1:08.61 Италия | Дарья Чикунова — 1:09.02 Россия |  |  |  |
| 200 м брассом                    | Мария Асташкина — 2:23.06 WJR Россия | Джулия Верона — 2:25.91 Италия | Лайла Блэк — 2:27.61 Великобритания                                                                                                 |  |  |  |
|                                  | | | |  |  |  |
| 50 м баттерфляем                 | Полина Егорова — 26.82 Россия | Каролин Пильхач — 27.18 Австрия | Юли Кепп Йенсен — 27.19 Дания |  |  |  |
| 100 м баттерфляем                | Полина Егорова — 59.36 Россия | Амелия Клайнз — 1:00.22 Великобритания                                                                                                  | Илькетра Варвара Лебл — 1:00.54 Греция Лаура Стивенс Великобритания                                                                 |  |  |  |
| 200 м баттерфляем                | Юлия Мрозински — 2:11.19 Германия | Элиза Шрапа Видаль — 2:12.27 Италия | Богларка Бонеш — 2:12.42 Венгрия |  |  |  |
|                                  | | | |  |  |  |
| 200 м, комплексное плавание      | Максим Волтерс — 2:13.37 Германия | Илария Кузинато — 2:13.78 Италия | Эбби Вуд — 2:14.49 Великобритания                                                                                                   |  |  |  |
| 400 м, комплексное плавание      | Эбби Вуд — 4:41.97 Великобритания | Илария Кузинато — 4:44.01 Италия | Аня Кревар — 4:45.84 NR Сербия |  |  |  |
|                                  | | | |  |  |  |
| Эстафета 4×100 м вольным стилем  | Россия — 3:43.63 · Арина Опёнышева (55.06) · Василисса Буйная (56.75) · Олеся Чернятина (56.88) · Мария Каменева (54.94)                  | Нидерланды — 3:44.10 · Пин Шравесанде (57.64) · Фредерик Янссен (56.87) · Лаура ван Энгелен (56.59) · Маррит Стенберген (53.00)         | Великобритания — 3:45.80 · Дарси Дикин (56.75) · Маделин Кромптон (56.93) · Ханна Физерстоун (56.56) · Джорджия Коатес (55.56)      |  |  |  |
| Эстафета 4×200 м вольным стилем  | Россия — 8:03.45 · Анастасия Кирпичникова (2:01.54) · Арина Опёнышева (1:58.04) · Олеся Чернятина (2:02.82) · Ирина Кривоногова (2:01.05) | Нидерланды — 8:04.65 · Лаура ван Энгелен (2:01.39) · Фредерик Янссен (2:03.27) · Мариен Тенстра (2:01.95) · Маррит Стенберген (1:58.04) | Великобритания — 8:04.84 · Ханна Физерстоун (2:02.85) · Дарси Дикин (2:01.76) · Холли Хибботт (2:00.34) · Джорджия Коатес (1:59.89) |  |  |  |
| Комбинированная эстафета 4×100 м | Россия — 4:03.22 WJR · Мария Каменева (1:01.39) · Мария Асташкина (1:07.61) · Полина Егорова (59.64) · Арина Опёнышева (54.58)            | Нидерланды — 4:07.99 · Ирин Тёнк (1:02.82) · Тес Схаутен (1:10.79) · Йосин Велкхёйс (1:01.35) · Маррит Стенберген (53.03)               | Великобритания — 4:09.10 · Ребекка Шервин (1:03.84) · Лайла Блэк (1:09.26) · Амелия Клайнз (1:00.11) · Джорджия Коатес (55.89)      |  |  |  |

### Смешанные эстафеты
| Дисциплина                       | Золото | Серебро | Бронза |
| Эстафета 4×100 м вольным стилем  | Россия — 3:30.30 · Владислав Козлов (50.07) · Елисей Степанов (50.25) · Мария Каменева (55.07) · Арина Опёнышева (54.91) | Великобритания — 3:32.65 · Данкан Скотт (49.59) · Мартин Уолтон (50.37) · Дарси Дикин (55.51) · Джорджия Коатес (56.18)      | Германия — 3:33.74 · Александр Ломар (51.23) · Леони Кульманн (56.39) · Катрин Готтвальд (55.77) · Константин Вальтер (50.35) |
| Комбинированная эстафета 4×100 м | Россия — 3:49.53 · Мария Каменева (1:01.85) · Антон Чупков (1:00.42) · Даниил Пахомов (52.04) · Арина Опёнышева (55.22)  | Великобритания — 3:52.03 · Люк Гринбэнк (54.86) · Чарли Эттвуд (1:00.78) · Амелия Клайнз (1:00.85) · Джорджия Коатес (55.54) | Германия — 3:54.27 · Максим Волтерс (1:01.48) · Лео Шмидт (1:02.66) · Йоханнес Теш (53.81) · Катрин Готтвальд (56.32)         |